# Blackeyed Susan
Blackeyed Susan was een Amerikaanse rockband uit Philadelphia (Pennsylvania), die actief was tussen 1990 en 1992. De band werd geformeerd door zanger en gitarist "Dizzy" Dean Davidson nadat deze Britny Fox verliet.

## Bezetting
- Dean Davidson[3] (zang, gitaar, mondharmonica)
- Erik Levy[4] (basgitaar, achtergrondzang)
- Walter Williams[5] (basgitaar, achtergrondzang)
- Rick Crintini[6] (gitaar, zang, folkinstrumenten)
- Chris Branco[7] (drums, percussie)
- Jimmy Marchiano[8] (gitaar, zang)
- Jeff Cease[9] (gitaar)
- Joey Marchiano[10] (drums)

## Geschiedenis
Blackeyed Susan werd in 1990 geformeerd door ex-Britny Fox-frontman Dean Davidson. Davidson haalde de voormalige Cinderella-toetsenist Rick Criniti binnen om gitaar te spelen. Bassist Erik Levy en drummer Chris Branco maakten de bezetting compleet. In vergelijking met Britny Fox toonde Blackeyed Susan een meer door bluesrock beïnvloed geluid dan de schunnige glam metal van de eerste. De band bracht hun eerste album Electric Rattlebone uit in 1991 bij Mercury Records. Het album was een commerciële mislukking en Mercury trok hun steun in voor de band terwijl ze op tournee waren. Tijdens de ondersteunende tournee werd Rick Crintini vervangen door Jimmy Marchiano. Blackeyed Susan begon in 1992 te werken aan het vervolg Just A Taste op Electric Rattlebone, maar het album werd uiteindelijk een demo.

## Discografie
- 1991: Electric Rattlebone (Mercury Records)
- 1992: Just A Taste (zelf uitgebracht)